# Varszamasz
Varszamasz (U̯a-ar-ša-ma(-aš), Waršama(š)) a hettiták egyik fontos városának, Neszának királya volt a legkorábbi hettita történelmi időkben. Személye Anittasz felirataiból ismert, amely szerint Anittasz apja, a kusszarai Pithanasz legyőzte őt és elfoglalta városát. Ezen kívül Mama királyával, Anum-Hirbisszel (talán azonos Anum-Hervasszal) kapcsolatos konfrontációjáról van adat. Varszamasz elfoglalta és elpusztította Anum-Hirbisz városát. Sem az események menete, sem Varszamasszal kapcsolatos további információk nem ismertek. A feliratok töredékesek és nehezen értelmezhetők, Nesza emlegetése nagyon sokszor fordul elő benne, mivel a kusszarai uralkodó (Anittasz) nem sokkal később áttette székhelyét Nesza városába, ahonnan a továbbiakban kormányozták territóriumaikat a hettita archaikum királyai.
Az ő nevével datálták a kanisi palotát, amelyet minimum 61 évvel a puruszhandai palota (Sarıkaya) előtt építettek. Annak dendrokronológiai kormeghatározása i. e. 1791, vagyis legkorábban i. e. 1852-nek adódik. Ennek alapján vagy nagyon hosszú ideig uralkodott, vagy legalább egy köztes uralkodó nem ismert Pithanaszig.

## Galéria

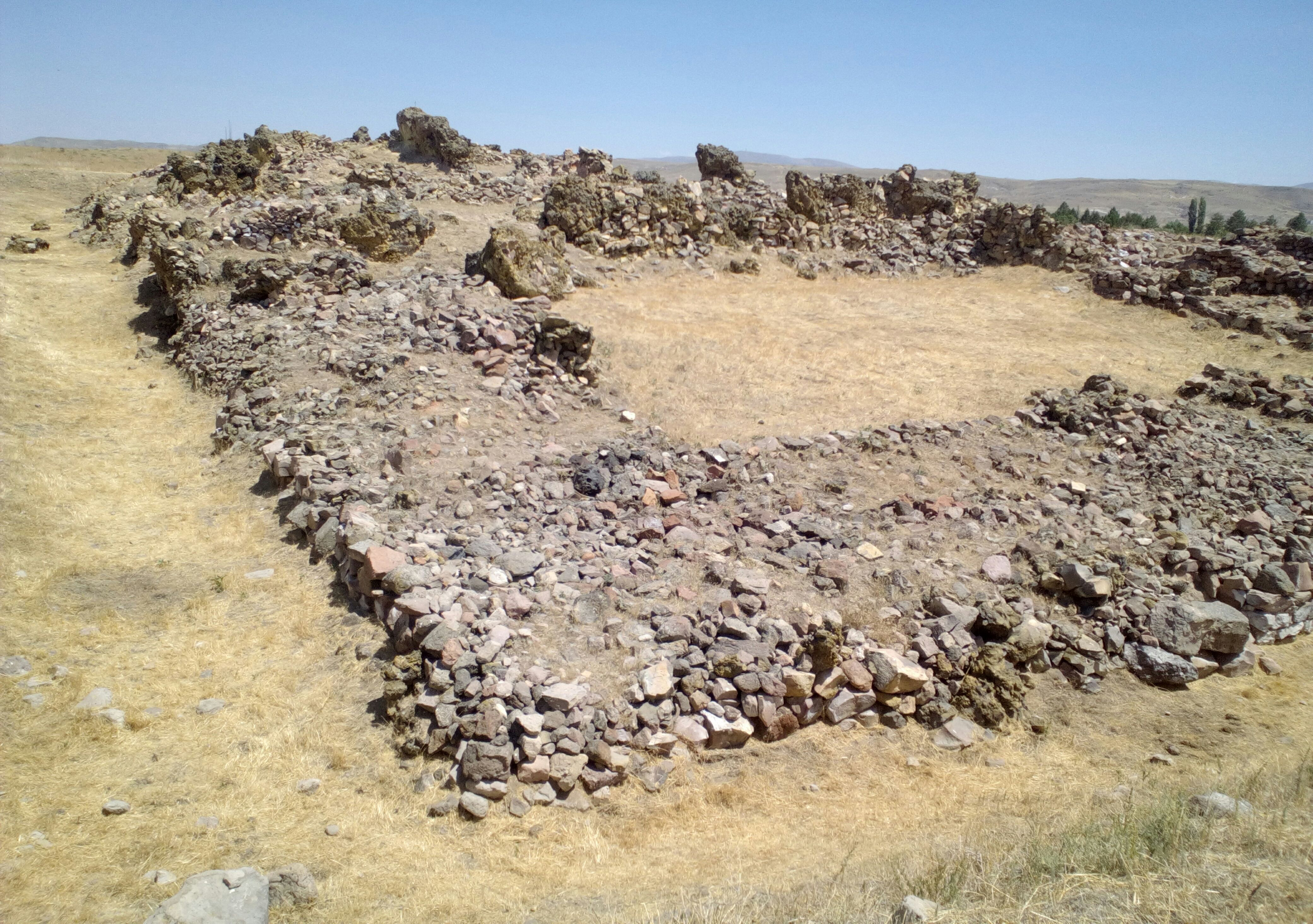
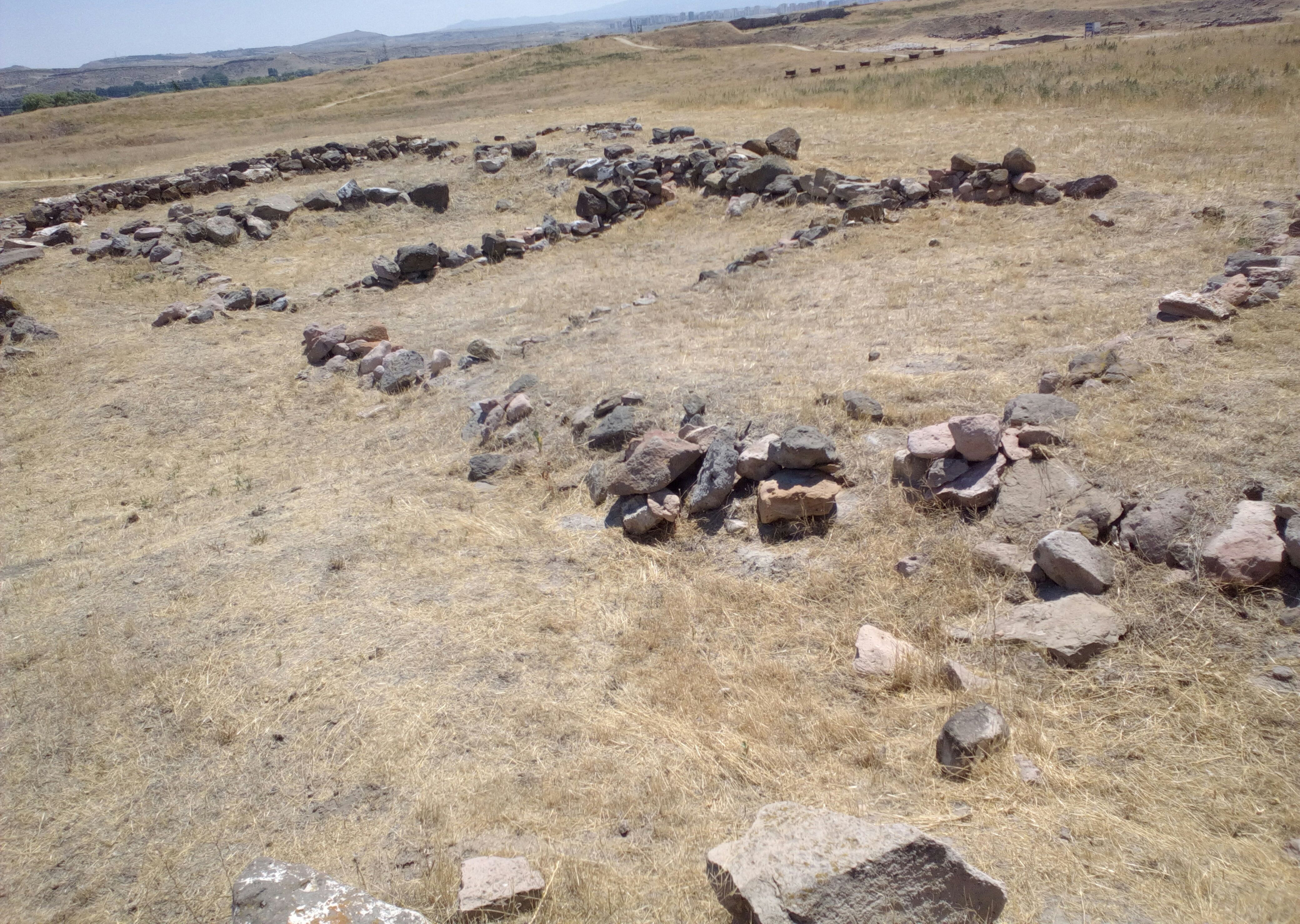
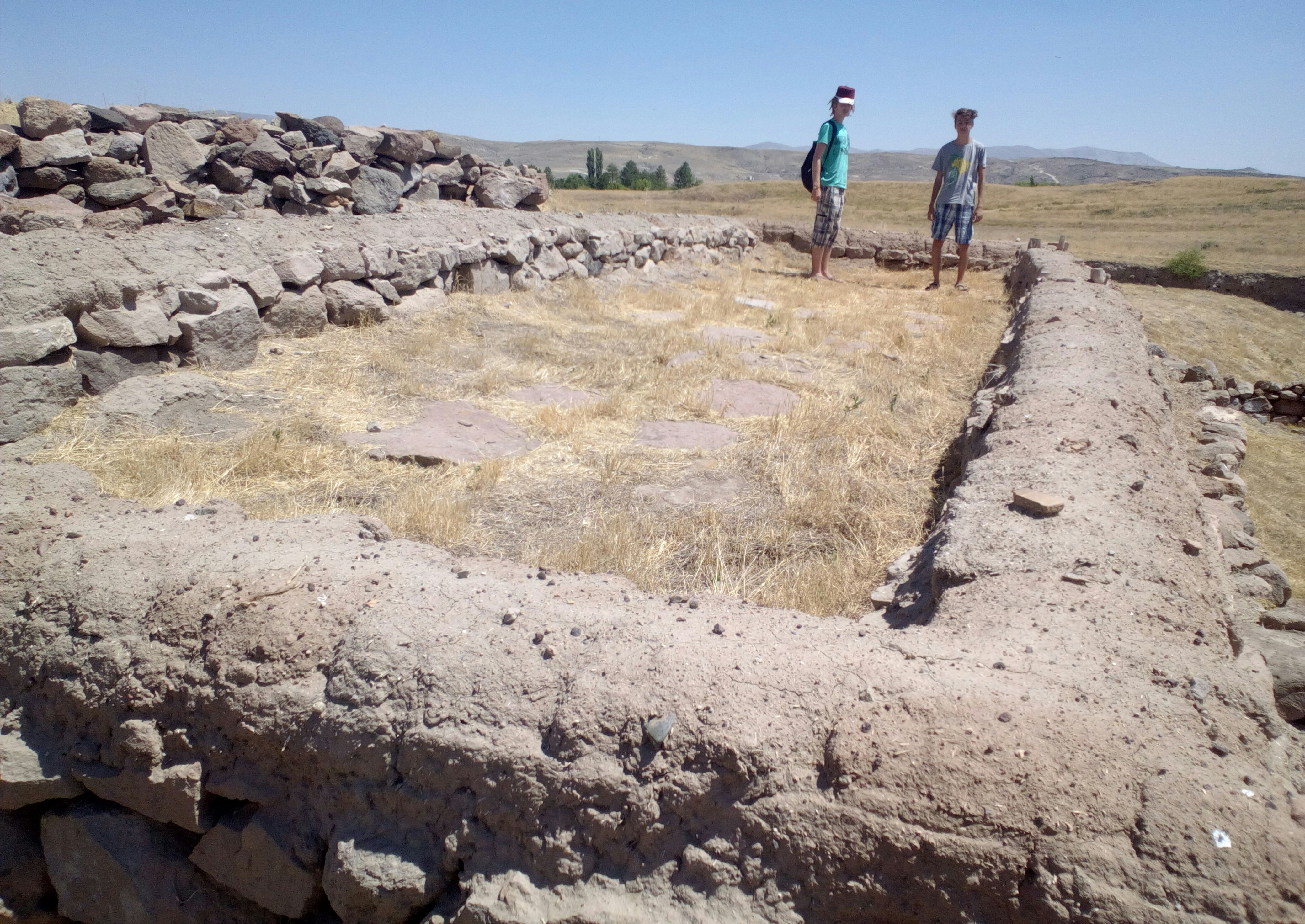
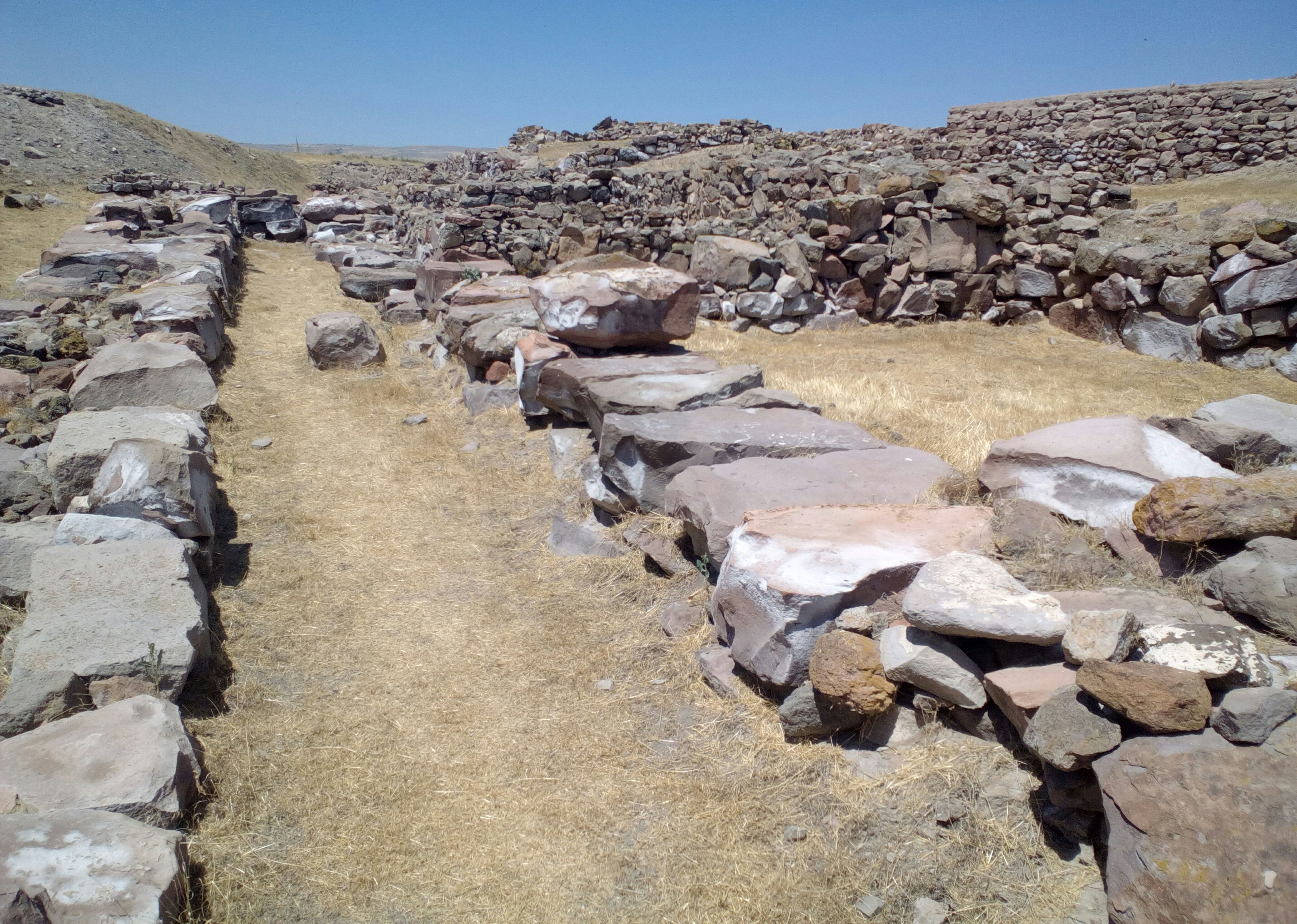
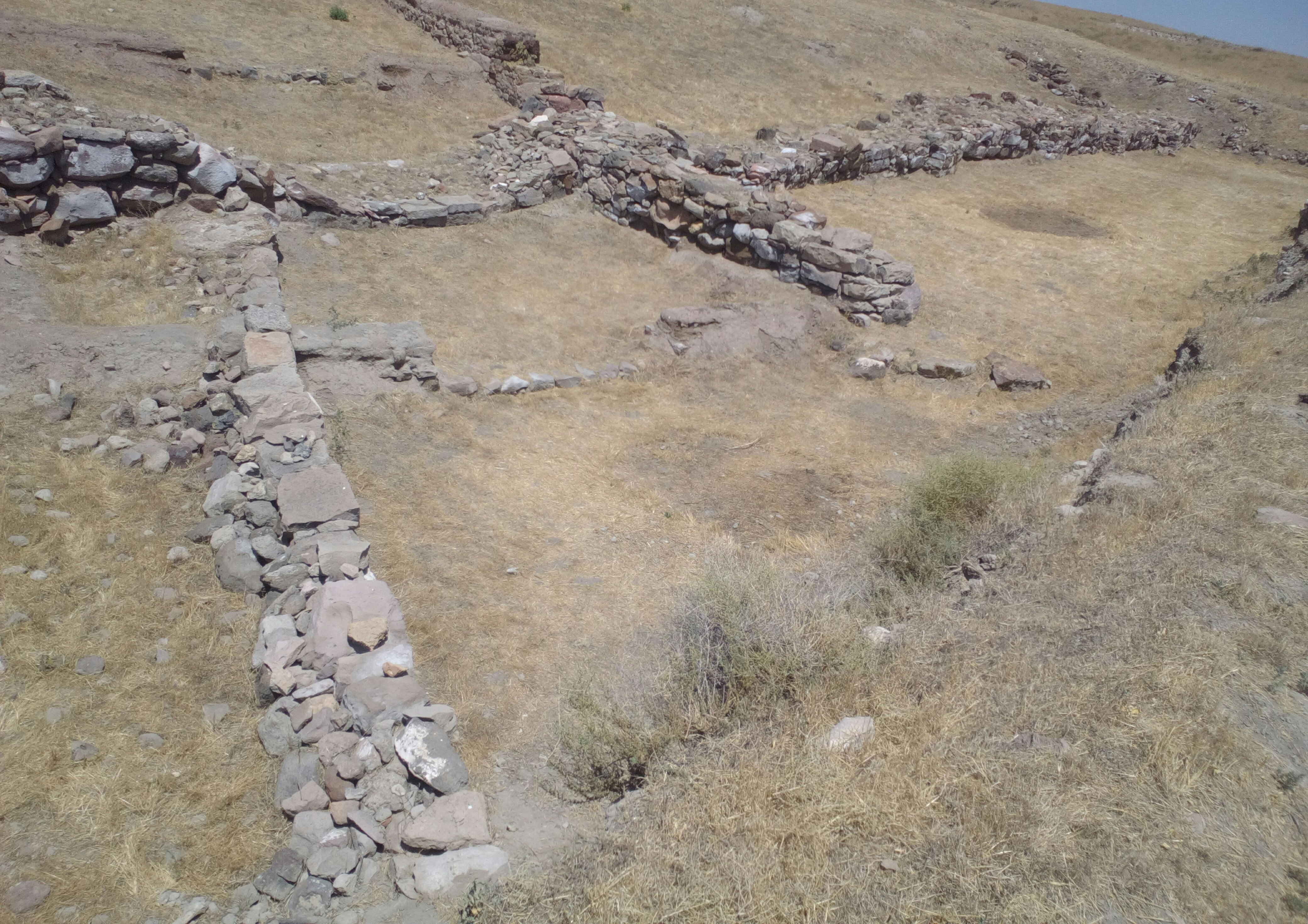

## Lásd még
Hettita uralkodók listája